# Tigernach-annalerna
Tigernach-annalerna (engelska Annals of Tigernach) är en krönika på latin och iriska som troligen tillkom i Clonmacnoise, Irland. Dess huvudsakliga innehåll tillkom åren 489-766, 973–1003 och 1018–1178, och innehållet består av händelser som inträffar under tidsperioderna.
Eftersom de skotiska kungarna av Dalriada uppges ha iriskt ursprung, är krönikan även en källa för Skottlands historia. I krönikan finns också det enda historiska belägget för Fergus Mòr.